# Xã Hudson, Quận Macon, Missouri
Xã Hudson (tiếng Anh: Hudson Township) là một xã thuộc quận Macon, tiểu bang Missouri, Hoa Kỳ. Năm 2010, dân số của xã này là 6.722 người.